# وارفريم
وارفريم (بالإنجليزية: Warframe)‏، هي لعبة إلكترونية مجانية من نوع تصويب منظور الشخص الثالث ومتعددة اللاعبين، وهي تدعم اللعب المشترك عبر المنصات. تم تطويرها ونشرها عام 2013 من قبل شركة ديجيتال إكستريمس، وهي تعمل على كل من أنظمة تشغيل IOS ومايكروسوفت ويندوز وبلاي ستيشن 4 وبلاي ستيشن 5 وإكس بوكس ون وإكس بوكس سيريس أكس/إس، أما نسخة أندرويد فلا زالت قيد التطوير.

## وصلات خارجية
- وارفريم على موقع IMDb (الإنجليزية)

- الموقع الرسمي